# Zavod Republike Slovenije za varstvo narave
Zavod Republika Slovenije za varstvo narave (okrajšava ZRSVN, angleško Institute of the Republic of Slovenia for Nature Conservation, okrajšava IRSNC) je javni zavod za opravljanje dejavnosti javne službe ohranjanja narave. Je strokovna organizacija, pristojna za ohranjanje narave v Republiki Sloveniji. Ustanovljen je bil leta 2001.
Naloge ZRSVN so opredeljene v Zakonu o ohranjanju narave, mednje sodijo: spremljanje stanja ohranjenosti narave in vrednotenje delov narave, priprava strokovnih predlogov za ukrepe varstva sestavin biotske raznovrstnosti, priprava strokovnih predlogov za zavarovanje, priprava strokovnih mnenj in naravovarstvenih smernic, sodelovanje pri pripravi izobraževalnih programov o ohranjanju narave in ozaveščanje javnosti o pomenu varovanja narave.
Osrednja enota ZRSVN je v Ljubljani, na Tobačni ulici 5, območne enote pa so:
- Celje, Vodnikova ulica 3,
- Piran, Trg Etbina Kristana 1, Izola
- Kranj, PC Planina 3
- Ljubljana, Cankarjeva cesta 10
- Maribor, Pobreška cesta 20a
- Nova Gorica, Delpinova ulica 16
- Novo mesto, Adamičeva ulica 2